# Брахтталь
Брахтталь (нім. Brachttal) — сільська громада в Німеччині, знаходиться в землі Гессен. Підпорядковується адміністративному округу Дармштадт. Входить до складу району Майн-Кінціг.
Площа — 30,85 км2. Населення становить 5080 ос. (станом на 31 грудня 2020).